# Koksijde
Koksijde (fr. Coxyde, vls. Koksyde) – miejscowość i gmina (gemeente) w Belgii, w Regionie Flamandzkim, w prowincji Flandria Zachodnia, w okręgu Veurne. 1 stycznia 2024 liczyła 21 546 mieszkańców. Leży na Wybrzeżu Belgijskim, nad Morzem Północnym

## Podział administracyjny
W skład gminy wchodzą dwie dzielnice (deelgemeente):
- Oostduinkerke (Ostdunkerque)
- Wulpen

## Turystyka
W okolicach Koksijde znajduje się Hoge Blekker - najwyższa wydma na wybrzeżu Flandrii, osiągająca wysokość 33 metrów n.p.m.. W gminie znajdują się także ruiny opactwa Ten Duinen powstałego w 1138 roku, obecnie udostępnione do zwiedzania jako muzeum. Na pobliskim brytyjskim cmentarzu wojskowym spoczywają żołnierze polegli podczas Operacji Dynamo.

## Współpraca
Miejscowości partnerskie:
- Albina, Surinam
- Antheit, Liège
- Bad Schallerbach, Austria
- Biedenkopf, Niemcy
- Galibi, Surinam
- Konz, Niemcy
- La Charité-sur-Loire, Francja
- Namur, Namur (kontakty utrzymuje dzielnica Oostduinkerke)
- Neustadt an der Orla, Niemcy

## Sport
W latach 1994 i 2012 w Koksijde odbyły się mistrzostwa świata w kolarstwie przełajowym. Koksijde jest także częścią etapowego wyścigu kolarskiego Classic Brugge-De Panne, rozgrywanego od 1977 roku. Działa tutaj założony w 1934 roku klub piłkarski KVV Coxyde, grający aktualnie w Nationaal 1. Od 1987 roku organizowany jest tu także międzynarodowy turniej tenisowy Flanders Ladies Trophy.

## Transport
Znajduje się tutaj stacja kolejowa Koksijde.

## Galeria

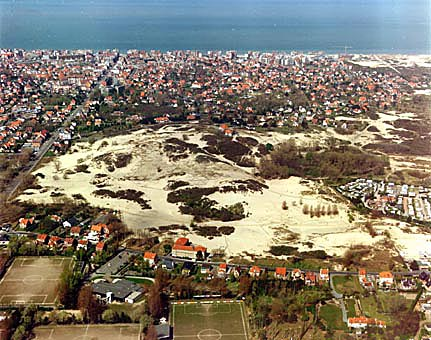
Koksijde
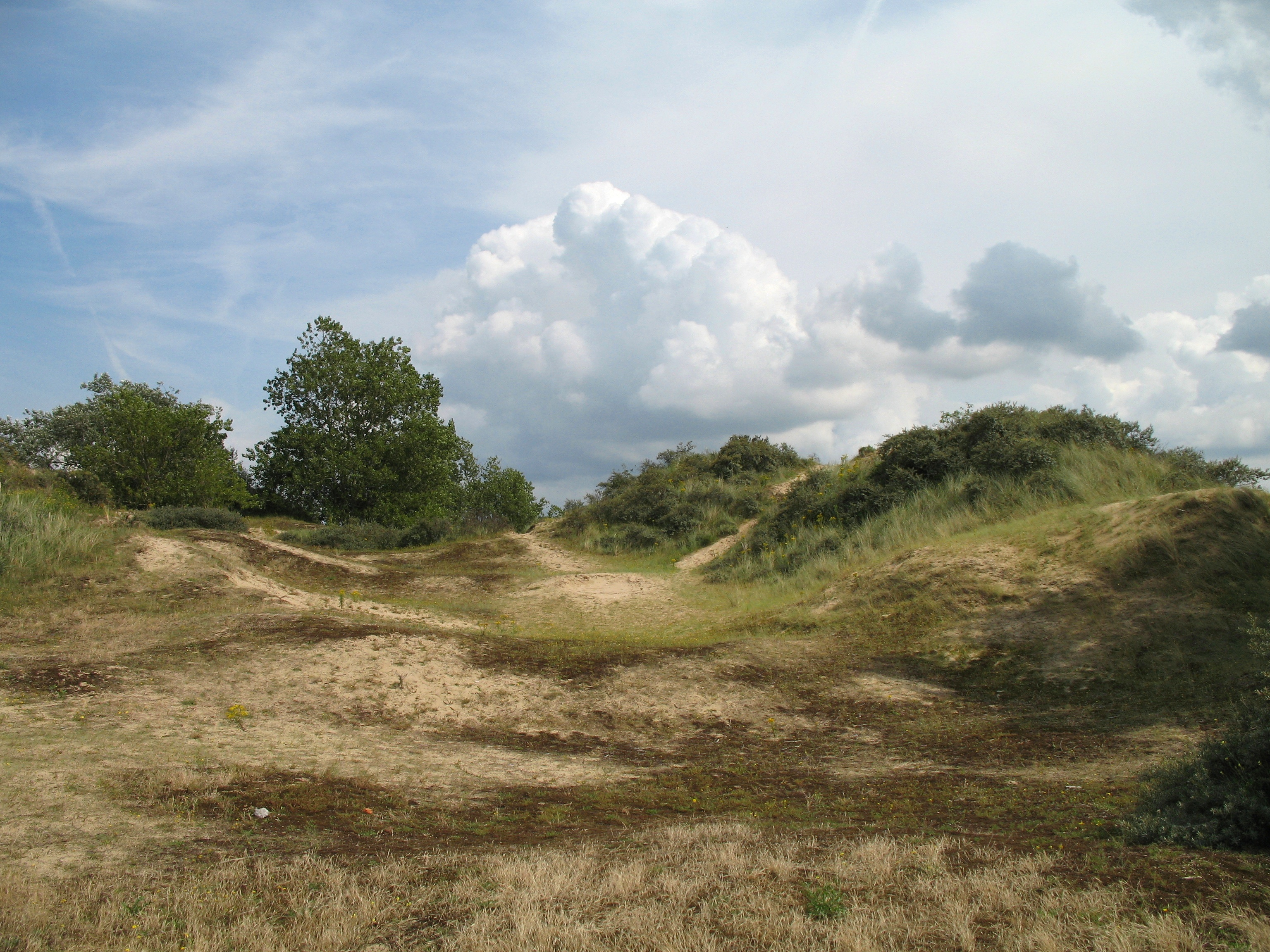
Hoge Blekker
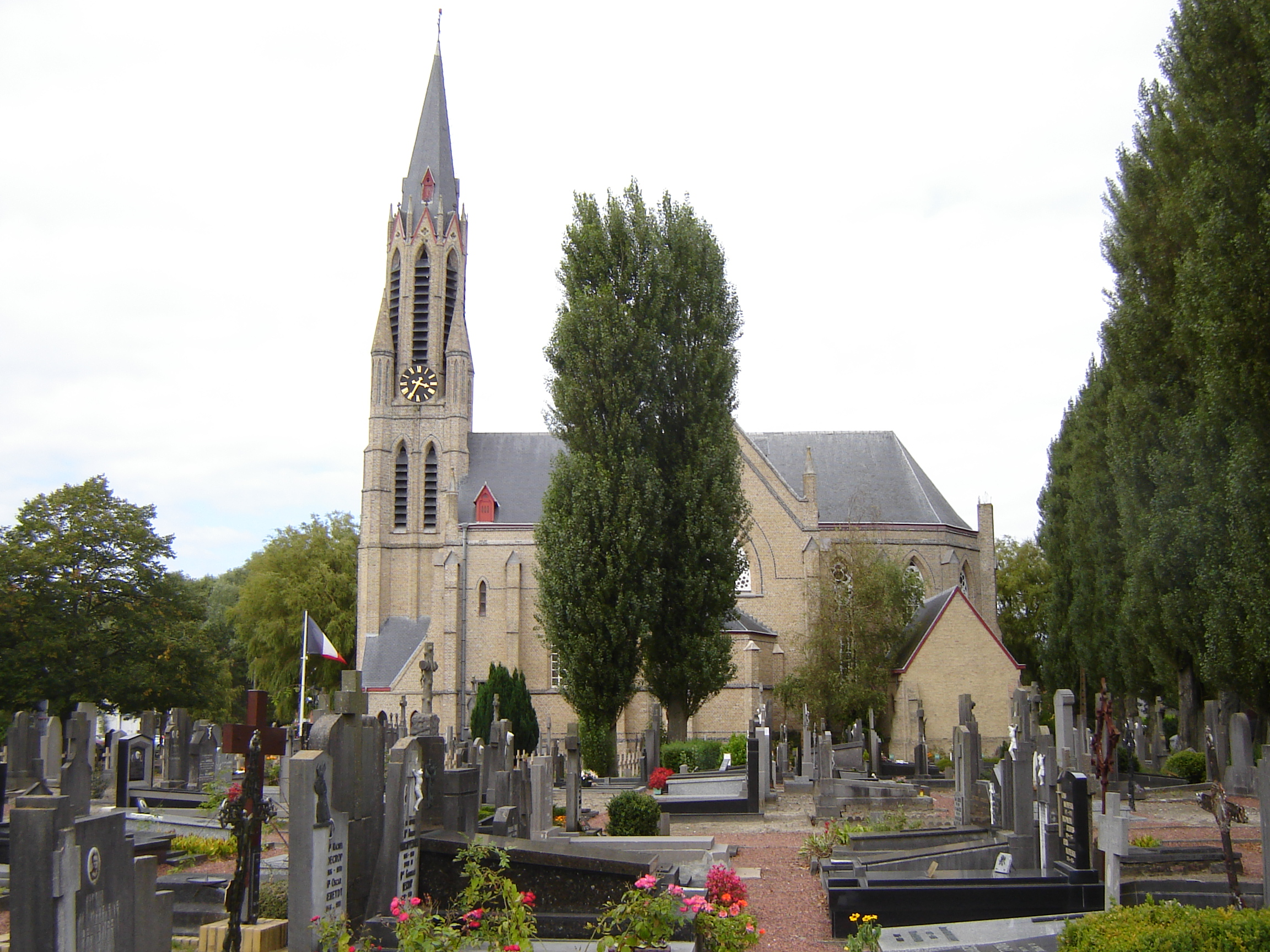
Kościół pw. św. Piotra (Sint-Pieter) w Koksijde
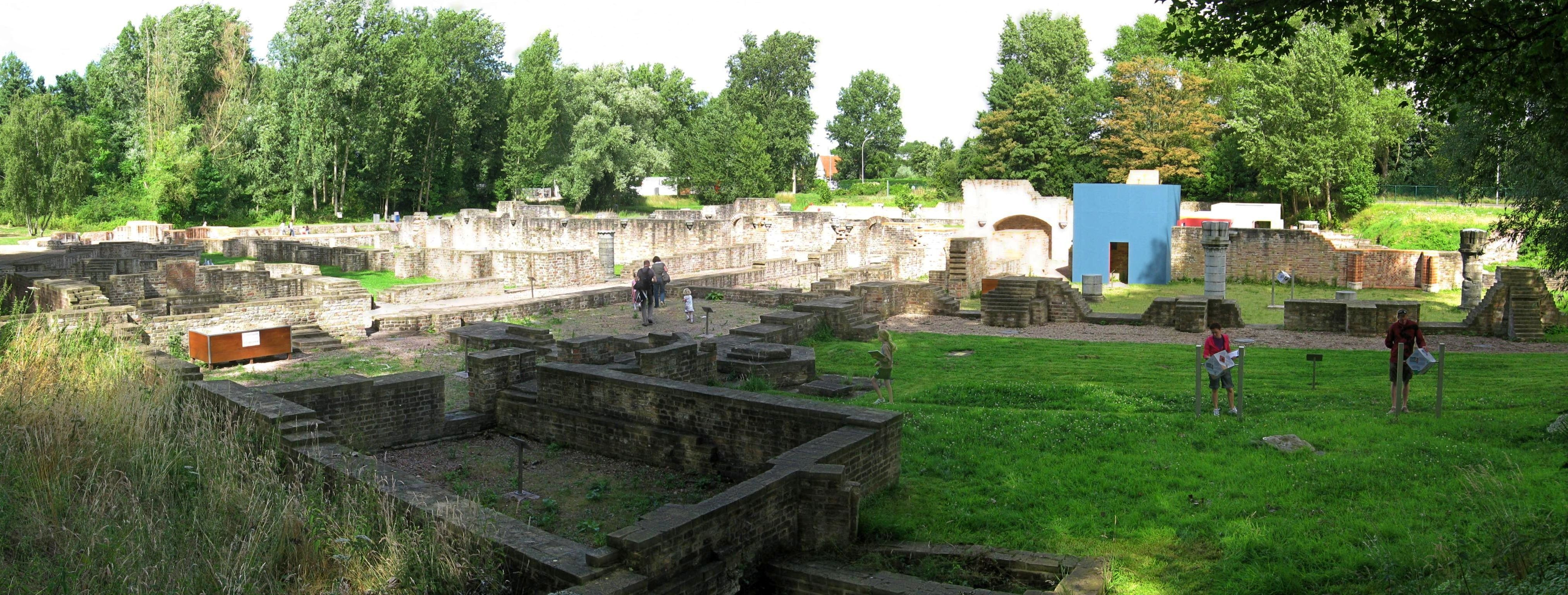
Muzeum opactwa Ten Duinen